# Budj Bim
Budj Bim (gunditjmaranski za „Visoka glava”) je planinsko područje ugaslog vulkana u blizini gradića Macarthura, Victoria, Australija. Njezin grubo stožasti vrh ima visinu od 178 m, a on je ostatak tri spojena vulkanska kratera u kojima se danas nalazi Lake Surprise („Jezero iznenađenje”). Na jugoistoku se nalazi niz manjih kratera i stožaca „lava tumula”, te protjeka lave („kanala lave”) koji oblikuju štitasti vulkan.
Ova niska planina, gotovo brdo, je istražio bojnik Thomas Mitchell 1836. godine i nazvao ga Mount Eeles po Williamu Eelesu koji se zajedno s njim borio u Španjolskom ratu za neovisnost. Godine 1845. jedan geograf je pogrešno zapisao ime ove planine i ona je ostala Mount Eccles. Izvorno gunditjmaransko ime mu je vraćeno Zakonom o aboridžinskoj zemlji 1987. godine, kada je planina vraćena na upravljanje Udruzi staraca Kerrup Jmara (Kerrup Jmara Elders Corporation).
Prema skorašnjim dokazima iz sedimenata s dna kratera Lake Surprise procjenjuje se da je ovaj vulkanski krajolik nastao erupcijom prije 30.000-40.000 godina. Ta erupcija je prouzročila Tyrendarra rijeku lave koja se pruža južno do mjesta Tyrendarra, 50 km južnije, što je pomjerilo tok rijeke Fitzroy i stvorilo prirodnu drenažu Budj Bim/jezero Condah kanalima lave, a koju je aboridžinsko stanovništvo naroda Gunditjmara (Dhauwurd Wurrung) koristilo da jednostavnim kamenim branama ulovi u zamke australske jegulje (kuyang, Anguilla australis). Zbog toga je ovo područje zaštićeno kao nacionalni park, ali i područje australske nacionalne baštine 2004. god. God. 2019. Kulturni krajolik Budj Bima je upisan na UNESCO-ov popis mjesta svjetske baštine u Australiji i Oceaniji kao „jedno od najvećih i najstarijih svjetskih sustava akvakulture”.

## Kulturni krajolik Budj Bima
Protjeci lave Budj Bima dali su osnovu za složen sustav kanala, pregrada i brana koje je narod Gunditjmara svojim zamkama lovio i spremao kooyange (jegulje kratkog pera, Anguilla australis). Visoko produktivni sustav akvakulture pružao je ekonomsku i socijalnu osnovu društvu Gunditjmara tijekom razdoblja od najmanje 6.600 godina. Gunditjmari su stvorili, manipulirali i modificirali ove lokalne hidrološke i ekološke sustave, te su koristili obilne lokalne vulkanske stijene kako bi izgradili kanale, ustave i brane i upravljali vodnim tokovima kako bi sustavno zarobili, skladištili i ubirali kooyange i unaprijedili i ostale prehrambene resurse. Kulturni krajolik Budj Bima rezultat je kreativnog procesa koji je narod Gunditjmara pripovijedao kao „priču dubokog vremena”, pozivajući se na ideju da su tamo oduvijek živjeli. Iz arheološke perspektive, duboko vrijeme predstavlja razdoblje od najmanje 32.000 godina. Dinamični odnos Gunditjmara i njihove zemlje u današnje vrijeme nastavlja se usmenim prijenosom i kontinuitetom kulturne prakse. Naime Budj Bim je gunditjmaranski naziv za „vrhovnog stvoritelja” koji je prema Gunditjmara vjerovanju stvorio zemlju izniknuvši iz zemlje u obliku vulkana, dok su kanali lave njegovi zubi i krv koji su se prosuli po ovom vlažnom području, a vrh vulkana je njegova obrva koju Gunditjmara muškarci još uvijek pohode, ukrašeni posebnim perima emua na obući.
Nažalost, tijekom kolonizacije ovog područja od 1830-ih, kada su se dogodili i brojni masakri lokalnih starosjedilaca, kompleksni sustav akvakulture je gotovo uništen. Većina pokolja se dogodio tijekom tzv. „Eumerella rata” 1840-ih kada su Gunditjmare pokušali pružiti otpor britanskim doseljenicima. Poslije progona Gunditjmara skvoteri su uništili kamene brane i ustave kako bi napravili ograde za svoju stoku i naposljetku razbili kamenje za izgradnju putova.
- Lava cijev (špilja) na Budj Bimu
- „Lava žulj” kod Byaduka na sjeveru
- Acianthus caudatus u NP Budj Bim
- Aranžirano kamenje u NP Budj Bim
- Drvored na vulkanskom kanalu kod Tyrendarra

## Vanjske poveznice
|  | Zajednički poslužitelj ima još gradiva o temi Nacionalni park Budj Bim |

- Budj Bim National Heritage Landscape, Australian Heritage Database, Department of the Environment (engl.)
- Budj Bim National Park  Arhivirana inačica izvorne stranice od 16. srpnja 2019. (Wayback Machine), Parks Victoria, Government of Victoria (engl.)